# Реваншизм

У La Tache Noire («Чорна пляма», 1887) французьких учнів розповідають про провінції Ельзас-Лотарингія, захоплені Німеччиною в 1871.

Реванши́зм (фр. revanchisme, від фр. revanche, реванш — «помста») — політика «помсти у відповідь» за уявлену або реальну несправедливість чи поразку. Часто також конкретна політика шовіністичних кіл країни, яка зазнала поразки у війні, спрямована на перегляд результатів поразки.
Політика реваншизму часто спрямована на підготовку нової війни з метою відновлення довоєнних кордонів і довоєнної системи міждержавних відносин.

## Приклади

### В Центральній Європі

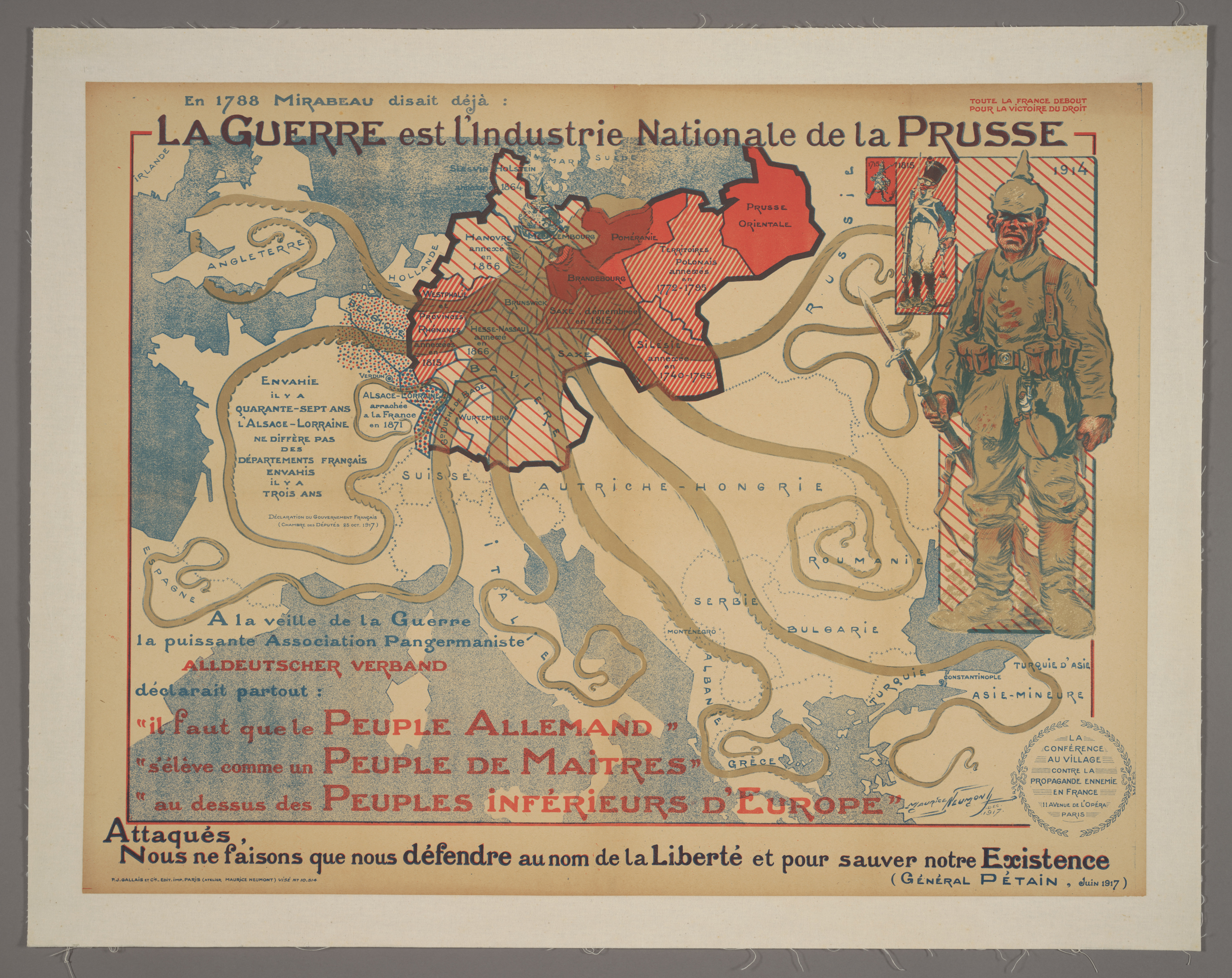
Французький пропагандистський плакат 1917 зображує Пруссію як восьминога, який простягає свої щупальця, що бореться за контроль. Він підписаний цитатою з XVIII століття: «У 1788 Мірабо вже казав, що війна — це національна промисловість Пруссії».

Вперше цей термін почав уживатися у Франції в 1870-х роках у зв'язку з прагненнями деяких политічних кіл повернути Ельзас-Лотарингію, що відійшли до Німеччини в 1871 році.
У післявоєнній радянській пропаганді слово «реваншизм» найчастіше вживалося стосовно прагнення певних кіл Західної Німеччини повернути німецькі території, що відійшли до Польщі і СРСР. ФРН де-юре визнала кордон по Одеру-Нейсе в 1970 році («Східні договори» уряду Віллі Брандта). Цей кордон було визнано Німеччиною як остаточний і такий, що не підлягає перегляду і підтверджений у 1990 році у зв'язку з об'єднанням Німеччини.

### Угорщина

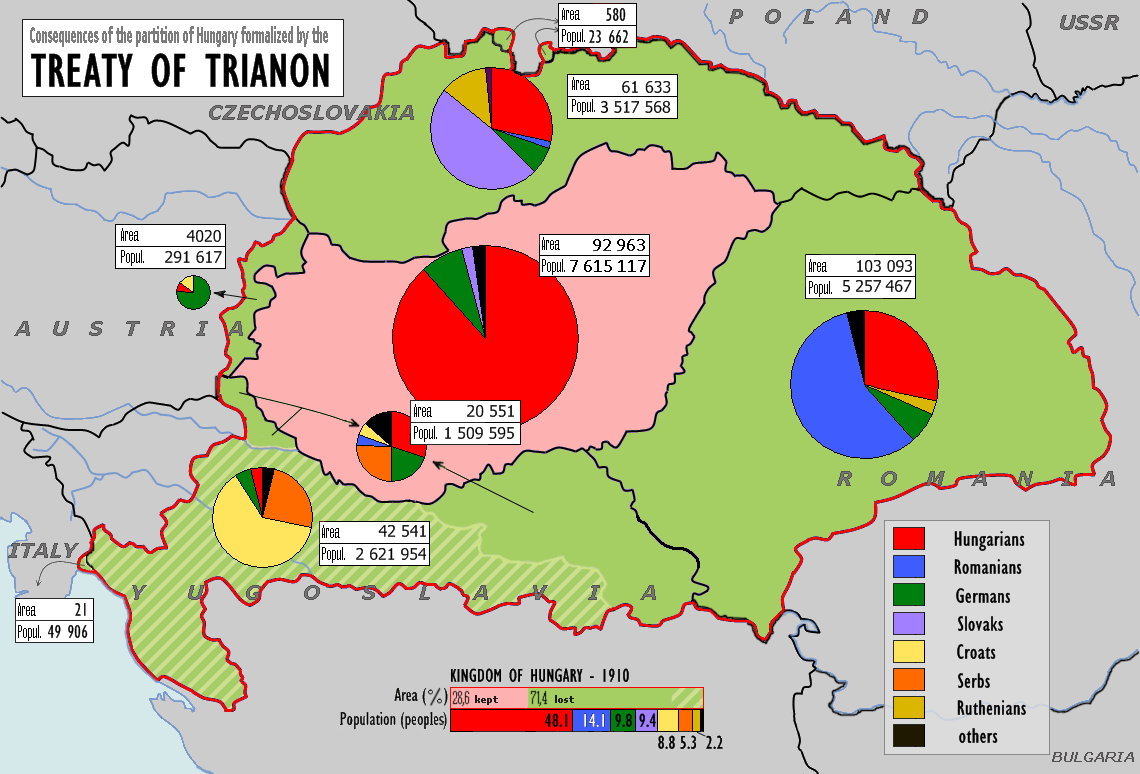
Тріанонський договір: Королівство Угорщина втратило 72% своїх земель і 3,3 мільйона людей угорської національності.

Ідея Великої Угорщини пов'язана з угорськими ревізіоністськими цілями принаймні відновити контроль над населеними угорцями районами в сусідніх з Угорщиною країнах. Наслідки Тріанонського договору 1920 донині згадують в Угорщині як Тріанонську травму. Згідно з дослідженням, у 2020 дві третини угорців погодилися, щоб частини сусідніх країн належали їм.

### В Східній Європі
Деякі російські націоналісти вважають Аляску російською територією, яку необхідно повернути. Аляска була законно продана Росією Сполученим Штатам у 1867.

### В Східній Азії
Територіальні протиріччя між Китаєм та Японією, КНР і Тайванем, Китаєм та Росією (далекосхідні території по Амуру і в Сибіру). Повоєнні протиріччя між Японією і СРСР.